# Quien será
Ne pas confondre avec Que sera, sera.
Pour les articles homonymes, voir Sway.
Clip vidéo
[vidéo] « Nelson Pinedo - Quien sera », sur YouTube
[vidéo] « Dean Martin - Sway », sur YouTube
[vidéo] « Rosemary Clooney et Perez Prado - Sway », sur YouTube
Quien será ou Quién será la que me quiere a mí (Qui sera celle qui m'aimera ?, en espagnol) ou Sway (en anglais) est une chanson d'amour mambo écrite par  Luis Demetrio (en) et composée par Pablo Beltrán Ruiz (en), qui l'enregistre en version instrumentale en 1953. Elle est reprise et adaptée avec un succès international par Dean Martin, en 1954, sous le titre anglais Sway du parolier Norman Gimbel,. 

## Histoire
Le titre Quién será est enregistré pour la première fois en 1953 en version mambo cha-cha-cha instrumentale par son compositeur mexicain Pablo Beltrán Ruiz (en),, puis avec ses paroles espagnoles cette même année par Nelson Pinedo « Qui sera celle qui m'aimera, qui me donnera son amour ? Je ne sais pas si je pourrai la trouver, je ne sais pas si je saurai aimer de nouveau… ».
Elle est adaptée sous le titre Sway avec des nouvelles paroles en anglais de Norman Gimbel, et interprétée  par le crooner américain Dean Martin, en 1954, pour devenir un succès international. Les paroles en anglais évoquent un couple de danseurs évoluant sur le rythme d'une marimba. Sway est un mouvement de danse ou le cavalier fait tomber sa partenaire à la renverse tout en la maintenant.
Le chanteur-acteur mexicain Pedro Infante interprète la version Quién será dans le film mexicain L'école des clochards (en) de 1955, et l'enregistre chez Discos Peerless, avec succès dans toute l'Amérique latine.

## Reprises et adaptions
Ce tube latino international est depuis repris et adapté en de nombreuses versions par de nombreux interprètes, dont : 
- 1953 : Pablo Beltrán Ruiz (en) Y Su Orchestra
- 1953 : Eileen Barton (en) (Coral Records)
- 1954 : Dean Martin, 6e dans les charts britanniques
- 1957 : Caterina Valente
- 1960 : Bobby Rydell, 12e dans les charts britanniques
- 1960 : Rosemary Clooney et Pérez Prado (album A Touch of Tabasco (en))
- 1961 : Ben E. King
- 1962 : Pérez Prado
- 1964 : Julie London
- 1964 : Tito Puente et Celia Cruz (Quien será)
- 1967 : Cliff Richard (album Don't Stop Me Now)
- entre 1966 et 1971 - Tommy McCook and the Supersonics (album Dynamite)
- 1978 : The Boys (album Alternative Chartbusters)
- 1990 : Björk et le Tríó Guðmundar Ingólfssonar (en) (album Gling-Gló, sous le titre islandais 	Í dansi með þér)
- 1998 : Anita Kelsey (en) (bande originale du film Dark City, interprétée par Jennifer Connelly)
- 1999 : Shaft, sous le titre (Mucho Mambo) Sway
- 2003 : Michael Bublé (album Michael Bublé et Come Fly with Me)
- 2003 : Peter Cincotti (album Peter Cincotti)
- 2003 : Diam's (samplée dans DJ, album Brut de femme)
- 2004 : The Pussycat Dolls, bande originale du film Si on dansait ?
- 2004 : Arielle Dombasle (Quien Sera (Sway), album Amor Amor)
- 2005 : Guy Marchand (Quien será, album Emilio)
- 2005 : Lisa Ono (album Romance Latino 3)
- 2005 : Aaron Kwok, en cantonais
- 2006 : Helmut Lotti (Quien será, album Latino love songs)
- 2006 : The Puppini Sisters (album Betcha Bottom Dollar (en))
- 2007 : Jennifer Lopez, prévue pour la bande originale Shall We Dance? mais remplacée par la version des The Pussycat Dolls' (titre bonus de l'album Como ama una mujer)
- 2008 : Victoria Lafaurie, dans la bande originale de Le crime est notre affaire, de Pascal Thomas
- 2010 : Haifa Wehbe, reprise par une chanteuse Libanaise, chantée en anglais
- 2010 : Matthew Morrison, dans l'épisode 8 de la saison 2 de Glee, chantée en anglais
- 2013 : Pink Martini (Sway, album Get Happy)
- 2013 : French Latino (album Suerte)
- 2015 : Julio Iglesias (album México)
- 2017 : Diana Krall (Sway, album Turn Up the Quiet)
- 2022 : Stjepan Hauser (album The Player)
- 2024 : Jason Derulo & Michael Bublé feat. María Becerra - Spicy Margarita (reprend l'air de Sway)

## Cinéma, musique de film
- 1954 : The Viscount of Monte Cristo (en), de Gilberto Martínez Solares, interprétée par Germán Valdés (Tin-Tan).
- 1955 : L'école des clochards (en), de Fernando de Fuentes, interprétée par Pedro Infante.
- 1967 : Su Excelencia (en), de Miguel M. Delgado.
- 1998 : Dark City, d'Alex Proyas (Dark City (bande originale)).
- 1999 : Drive Me Crazy, de John Schultz.
- 2004 : Des étoiles plein les yeux, de Forest Whitaker.
- 2004 : My Summer of Love, de Paweł Pawlikowski.
- 2004 : Si on dansait ?, de Peter Chelsom, avec Richard Gere et Jennifer Lopez.
- 2005 : L'Escorte, de Clare Kilner.
- 2007 : Le Goût de la vie, de Scott Hicks, avec Catherine Zeta-Jones.
- 2008 : Paris, de Cédric Klapisch.
- 2008 : Les Noces rebelles, de Sam Mendes, avec Leonardo DiCaprio et Kate Winslet.
- 2008 : Le crime est notre affaire, de Pascal Thomas.
- 2012 : Happiness Therapy, de David O. Russell, avec Robert De Niro.
- 2023 : Operation Fortune: Ruse de guerre, de Guy Ritchie.